# Paracupes brasiliensis
Paracupes brasiliensis är en skalbaggsart som beskrevs av Hermann Julius Kolbe 1898. Paracupes brasiliensis ingår i släktet Paracupes och familjen Cupedidae. Inga underarter finns listade i Catalogue of Life.